# Monte Tate
Il Tateyama o Monte Tate (立山?, Tate-yama) è una montagna localizzata nell'area sudoccidentale della Prefettura di Toyama, in Giappone. È una delle cime più alte dei Monti Hida con 3.015 m e, insieme al Fuji e al Monte Haku, costituisce una delle "Tre montagne sacre" (三霊山?, Sanreizan) del Giappone. Tateyama è un termine per indicare la montagna formata da tre vette: Ōnanjiyama (大汝山, 3.015 m), Oyama (雄山, 3.003 m) e Fuji-no-Oritateyama (富士ノ折立, 2.999 m) che corrono lungo una cresta (vedi foto). Il Tateyama è la montagna più alta della Catena montuosa dei Tateyama (立山連峰?, Tateyama-renpō).
Fu scalato per la prima volta da Saeki no Ariyori durante il periodo Asuka del Giappone. L'area fu incorporata nel Parco nazionale di Chūbu-Sangaku il 4 dicembre 1934.

## Nome
I kanji 立山 usati per il nome del monte (立 tate e 山 yama) hanno in giapponese lo stesso significato del cinese da cui derivano: 立 lì per "eretto" e 山 shān per "montagna". La traslitterazione ufficiale in lettere latine è Tateyama, quindi il medesimo della pronuncia giapponese dei caratteri cinesi.

## Geografia

### Geologia
La montagna è composta principalmente di granito e gneiss. Tuttavia, localizzato lungo la cresta e l'altopiano a circa 2 km ad ovest della cima si trova un piccolo stratovulcano di andesite-dacite, chiamato Midagahara. Questo vulcano ha un'altezza di 2.621 m e ha avuto eruzioni storiche di minore importanza, la più recente nel 1839.

### Localizzazione
Il Tateyama si trova nella Prefettura sudorientale di Toyama. Alla base del monte vi è la cittadina di Tateyama, che è accessibile in treno dalla città capoluogo della prefettura, Toyama. I trasporti pubblici portano gli alpinisti fino alla stazione dell'Altopiano di Murodo a un'altezza di 2.450 m, da dove si può procedere fino alla vetta a piedi. Qui si trovano gli unici ghiacciai finora identificati in Giappone.

### Montagne vicine

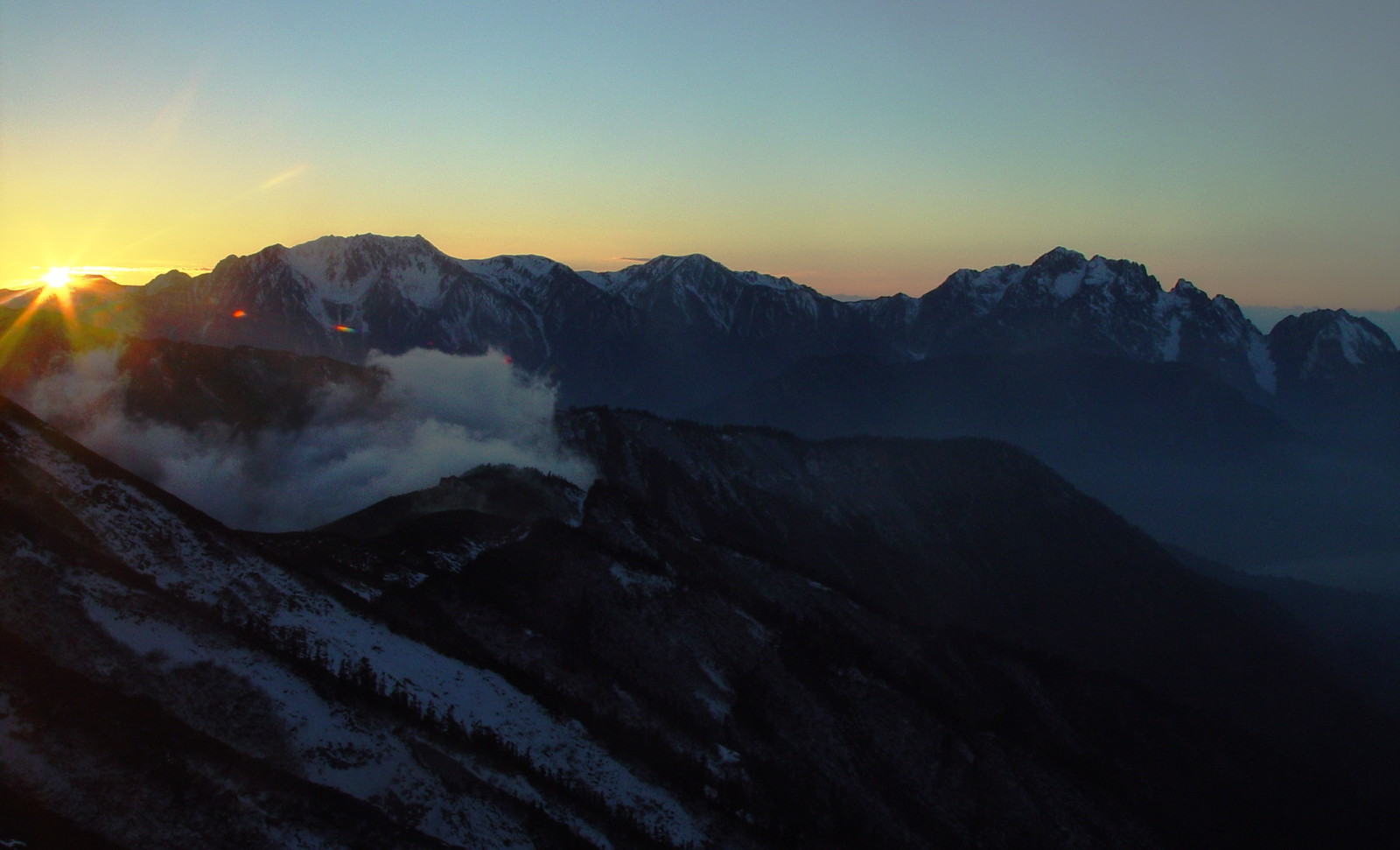
Il Monte Tate, il Monte Bessan e il Monte Tsurugi visti dal Monte Kashimayari al tramonto

| Immagine | Monte                   | Altitudine | Distanza e direzione dalla cima | Nota                                                                               |
| -------- | ----------------------- | ---------- | ------------------------------- | ---------------------------------------------------------------------------------- |
|          | Monte Tsurugi 剱岳      | 2.999 m    | 5,3 km Nord                     | Cento montagne famose del Giappone                                                 |
|          | Monte Bessan 別山       | 2.880 m    | 2,4 km Nord                     |                                                                                    |
|          | Monte Tate 立山         | 3.015 m    | 0 km                            | Cento montagne famose del Giappone la montagna più alta della Prefettura di Toyama |
|          | Monte Ryūō 龍王岳       | 2.872 m    | 1,7 km Sudovest                 |                                                                                    |
|          | Monte Harinoki 針ノ木岳 | 2.820,60 m | 7,2 km Sudest                   | Duecento montagne famose del Giappone                                              |
|          | Monte Akaushi 赤牛岳    | 2.864,23 m | 12,8 km Sud                     | Duecento montagne famose del Giappone                                              |
|          | Monte Yakushi 薬師岳    | 2.926,01 m | 13,7 km Sudovest                | Cento montagne famose del Giappone                                                 |

### Fiumi
Il monte è la sorgente dei seguenti fiumi, ciascuno dei quali è un affluente del fiume Kurobe e sbocca nel Mare del Giappone:
- fiume Hayatsuki
- fiume Tsurugisawa

## Principali attrazioni
Ubicato accanto alla vetta di Oyama vi è il santuario omonimo, dove gli scalatori possono ricevere una benedizione e un sakè caldo da un prete. C'è anche un'area di sosta dove è possibile comprare cibo, bevande e souvenir. Questa vetta è più conosciuta, ma un po' lontana dal
punto più alto della montagna (Ōnanjiyama).
Sull'Altopiano di Murodō, dove c'è la stazione omonima, si trova un'area commerciale e un bagno onsen. L'onsen sul Tateyama è famoso per il suo uso di acqua sorgiva sulfurea per il bagno, che lascia un particolare aroma che può essere avvertito anche mentre si ascende la montagna. I visitatori possono anche trovare parecchi sentieri escursionistici e per passeggiate che li portano attraverso bellissime valli, tra le quali spicca la Valle del Diavolo (Jigokudani). Come in molte aree vulcaniche giapponesi con lo stesso nome, i visitatori non possono più passeggiare dentro la valle dello zolfo a causa di preoccupazioni per la sicurezza legate ai gas. Murodō è un ottimo posto per fare escursioni da metà luglio a metà novembre. I mesi estivi sono costellati di vegetazione e di qualche residuo di neve dell'inverno, mentre da metà settembre i visitatori possono godere i luminosi colori dell'autunno lungo l'intero itinerario.
Ci sono voli charter da Taipei, da Inchon e dalla Thailandia per raggiungere Murodō durante l'alta stagione.
Da Murodō, i visitatori possono raggiungere anche la diga di Kurobe, che si innalza a 186 metri, facendone la diga più alta del Giappone. Dalla stazione di Murodō, si dovrebbe prendere il filobus della galleria di Tateyama (10 minuti), seguito dalla funivia di Tateyama (7 minuti) e infine dalla cabinovia di Kurobe (5 minuti). Dall'ultima fermata, una passeggiata di 15 minuti porterà i visitatori alla diga.
Midagahara è un'area pianeggiante adatta alle passeggiate, piena di ampie distese interrotte da stagni azzurri. Vicina alla fermata degli autobus che riporta i visitatori a Bijodaira ai piedi della montagna vi è un sentiero per passeggiate lievemente nascosto. Midagahara è accessibile dalla stazione di Tateyama attraverso la già citata cabinovia di Tateyama (7 minuti) seguita dall'autobus del percorso alpino Tateyama Kurobe (circa 40 minuti) che va in direzione della stazione di Murodō.
Nelle giornate limpide, gli scalatori possono vedere la Cascata di Shōmyō (la cascata più alta del Giappone) attraverso la valle mentre viaggiano lungo la strada principale dalla stazione di Tateyama all'Altopiano di Murodō. Per un'occhiata più ravvicinata, i visitatori possono prendere un autobus dalla stazione di Tateyama fino alla fermata della Cascata di Shōmyō (circa 20 minuti). Da là, i visitatori possono saliere a piedi fino alla cascata lungo un pendio regolare (circa 20 minuti). C'è anche un grande ponte oltre a piattaforme panoramiche che consentono di godere di una splendida veduta della cascata.
Un fenomeno interessante sono i cosiddetti canyon di neve che si creano sul monte: dette yuki-no-otani, sono causate dal fatto che le enormi quantità di neve che ricoprono le strade vengono spazzate con potenti macchinari.

## Galleria d'immagini

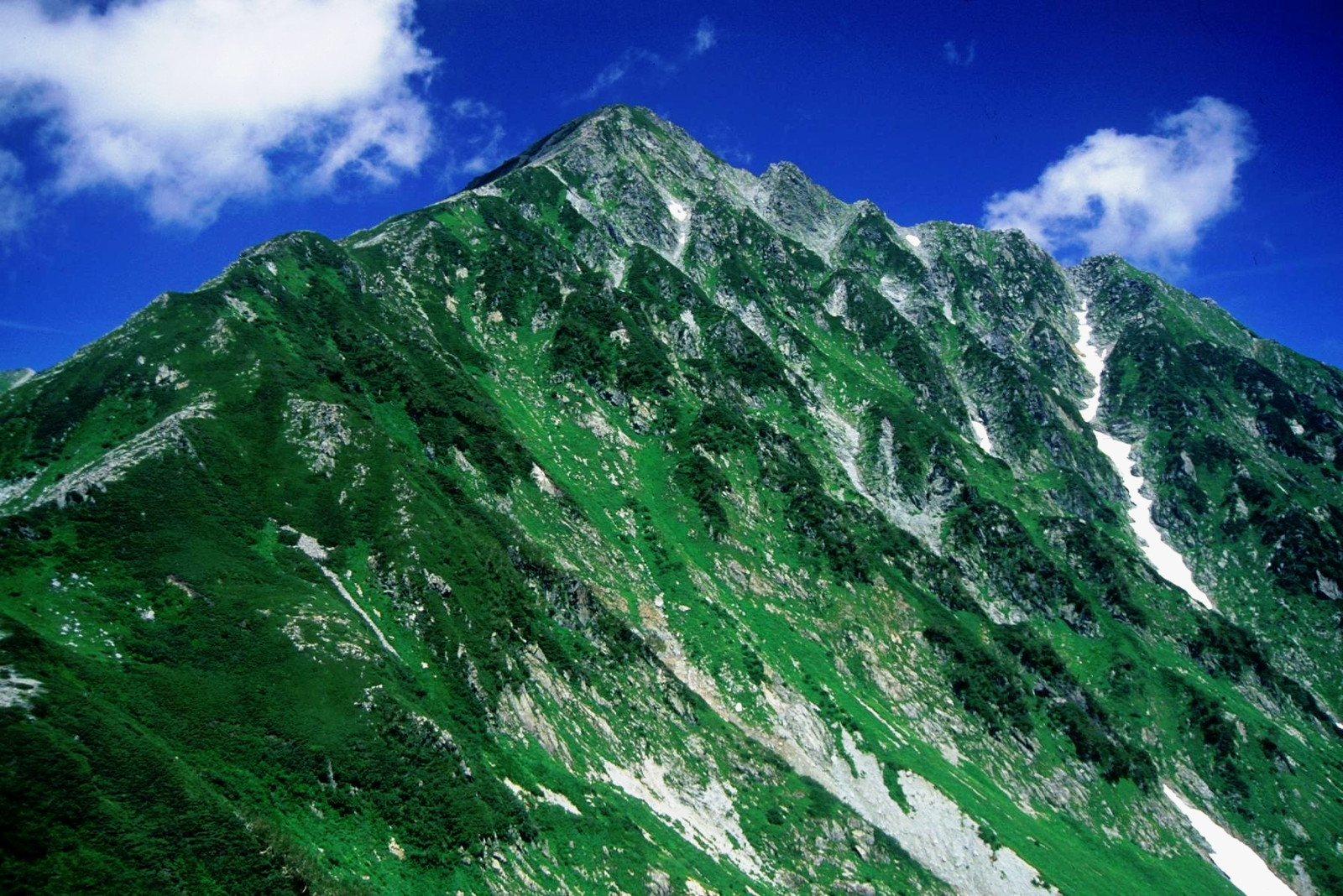
Il Tateyama dall'Higashi-Ichinokoshi
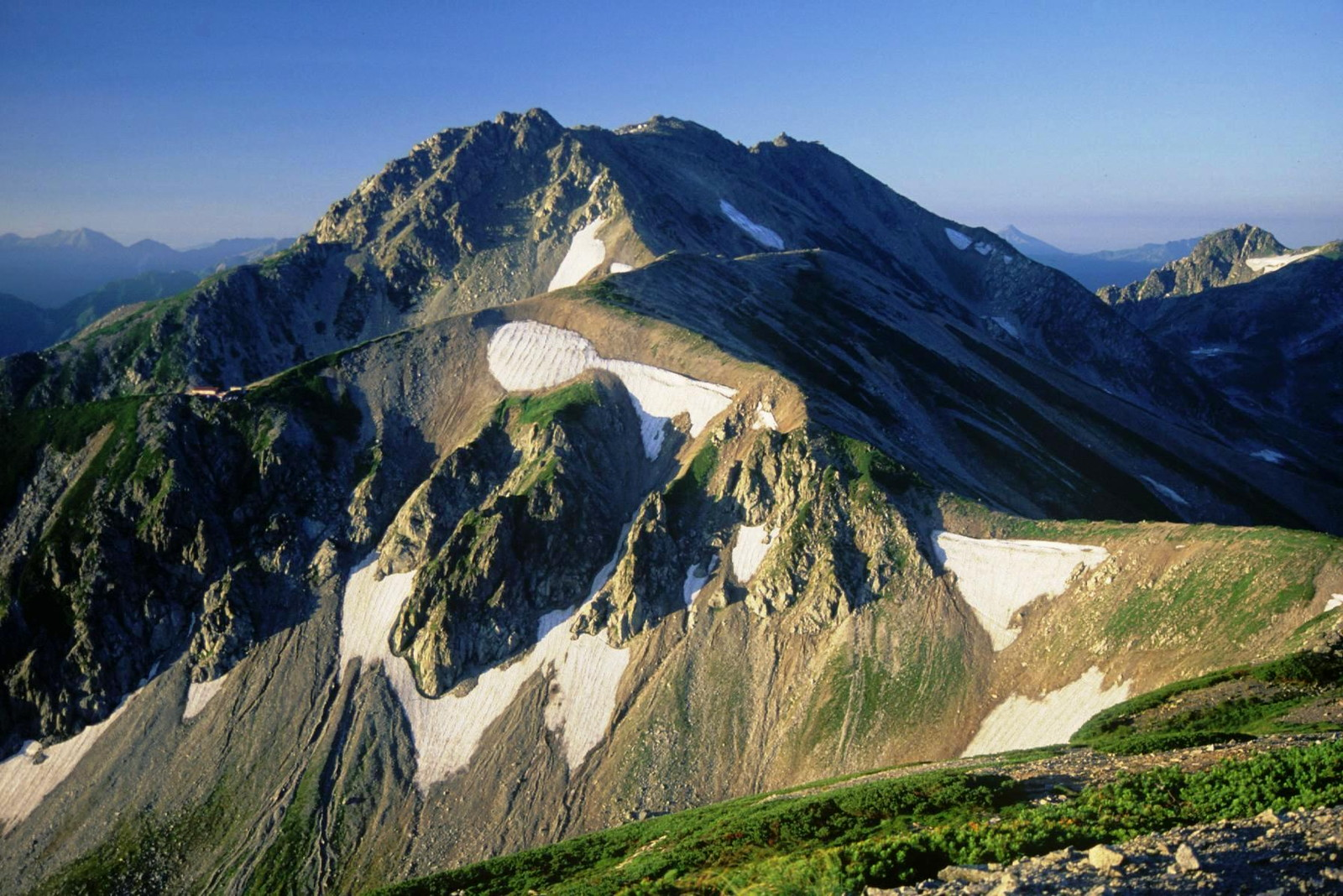
Il Tateyama dal Monte Bessan
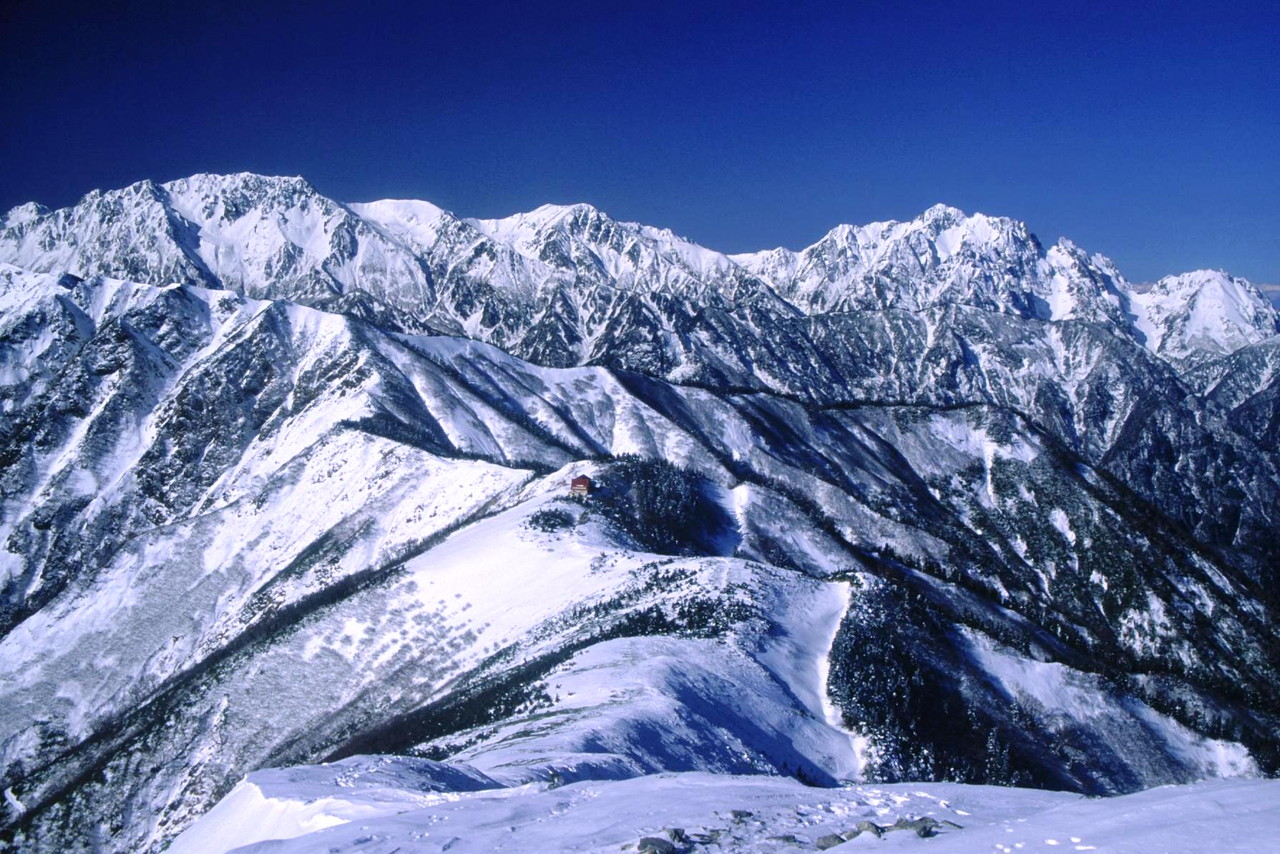
Il Tateyama e il Monte Tsurugi dal Monte Jii
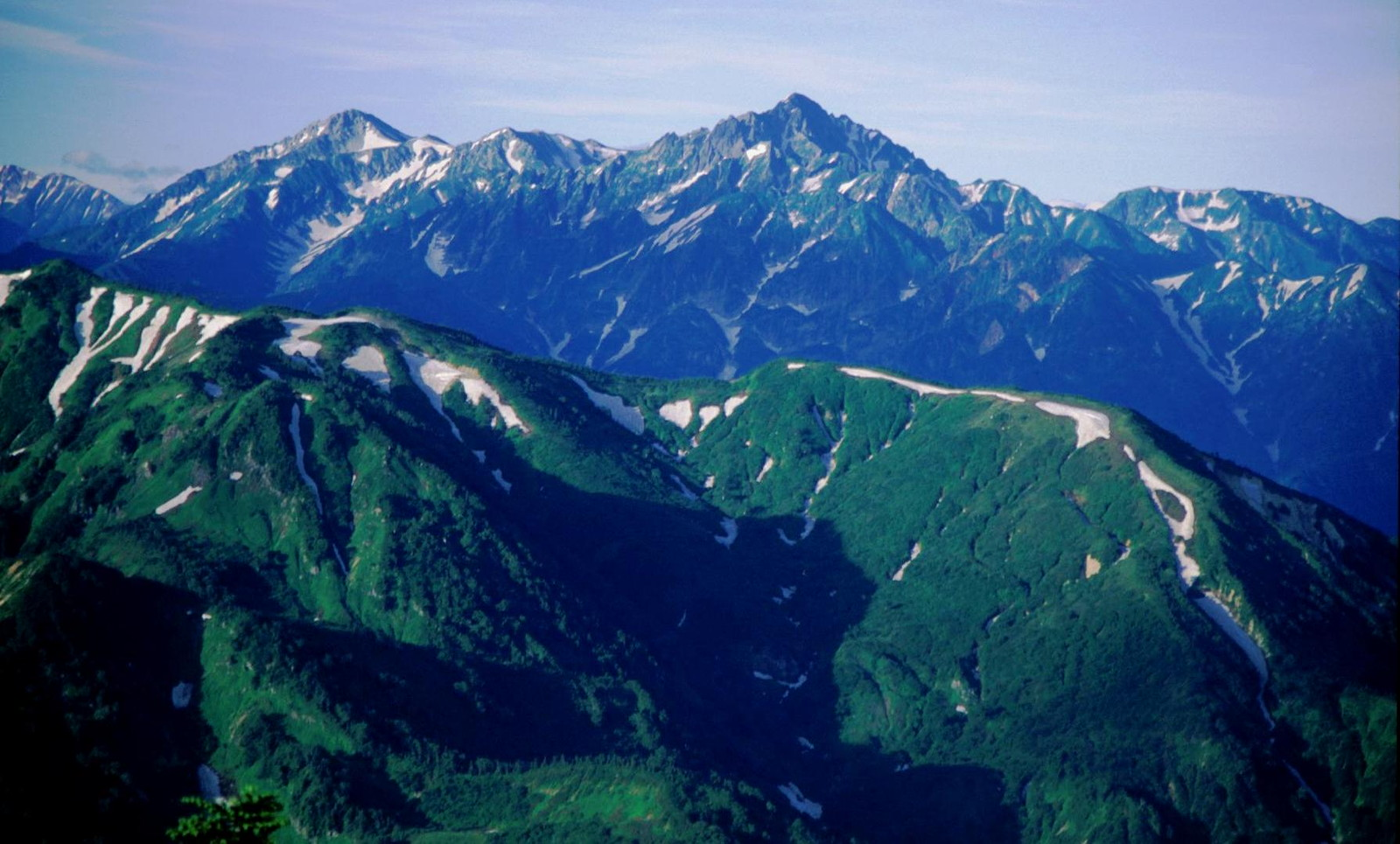
Il Tateyama e il Mone Tsurugi dal Monte Asahi